# Vidalia (Louisiane)
Vidalia est la plus grande ville et le siège de la paroisse de Concordia, en Louisiane, aux États-Unis. Sa population s’élevait à 4 299 habitants lors du recensement de 2010.

## Source
- (en) Cet article est partiellement ou en totalité issu de l’article de Wikipédia en anglais intitulé « Vidalia, Louisiana » (voir la liste des auteurs).